# Kaiser-Heinrich-Bibliothek
Als Kaiser-Heinrich-Bibliothek werden jene mittelalterlichen Handschriften bezeichnet, die nachweislich oder mit großer Wahrscheinlichkeit durch Kaiser Heinrich II. nach Bamberg gebracht wurden und noch heute in der dortigen Staatsbibliothek aufbewahrt werden. Es handelt sich um insgesamt 165 Handschriften, darunter einige der berühmtesten und wertvollsten Codices des Mittelalters wie die Bamberger Apokalypse. Drei der zehn Hauptwerke der ottonischen Buchmalerei, die 2003 von der UNESCO in die Liste des Weltdokumentenerbes aufgenommen wurden, gehören zur Kaiser-Heinrich-Bibliothek. Eine weitere Handschrift in dieser Sammlung, das Lorscher Arzneibuch, wurde 2013 ebenfalls in die Liste des Weltdokumentenerbes aufgenommen. Der besondere historische Wert der Kaiser-Heinrich-Bibliothek liegt vor allem darin, dass aus den Jahrhunderten davor und danach keine vergleichbare Büchersammlung, die direkt auf einen König oder Kaiser zurückgeht, als Sammlung erhalten ist.

## Geschichte der Sammlung
Nachdem Heinrich im Jahr 1007 in Bamberg ein Bistum eingerichtet hatte, schenkten er und seine Frau Kundigunde den dortigen Kirchen zahlreiche Handschriften und brachten Dritte dazu, dies zu tun. Einen kleinen Teil der Bücher ließ Heinrich eigens für das neu gegründete Bistum anfertigen, andere stammten aus Heinrichs eigenem Besitz, die meisten wurden (mehr oder minder freiwillig) aus bestehenden Sammlungen nach Bamberg abgegeben, unter anderem aus italienischen Klosterbibliotheken. Neu angefertigt wurden vor allem liturgische Handschriften, darunter kostbare Bilderhandschriften aus dem Skriptorium der Reichenau, aus dem Kloster Sankt Emmeram und aus Seeon. Auch die ersten im Kloster Michelsberg produzierten Handschriften werden der Gründungsausstattung des Bistums zugerechnet. Insgesamt wurde Bamberg vermutlich mit über 350 Codices ausgestattet. Bereits bald nach Bistumsgründung galt Bamberg dank dieser Schenkungen als eine „Bücherstadt“.
Die allermeisten Handschriften (über 90 % der vollständig erhaltenen) wurden Teil des Domschatzes oder der Dombibliothek. Die vermutlich bekannteste Handschrift aus der Kaiser-Heinrich-Bibliothek, die Bamberger Apokalypse, schenkten Heinrich und Kunigunde dem Stift St. Stephan. Einzelne Handschriften gelangten, teils später, in den Besitz anderer Kirchen und Klöster im Bistum Bamberg; die meisten aber verblieben während des Mittelalters und der Frühen Neuzeit vor Ort. Im Rahmen der Säkularisation gingen dann zahlreiche Handschriften verloren, andere wurden beschädigt, einige besonders wertvolle Codices zog der bayerische Staat 1803 ein und gab sie als Cimelien an die damalige Hofbibliothek in München, die heutige Bayerische Staatsbibliothek. Die übrigen mittelalterlichen Handschriften wurden der damals neu gegründeten Kurfürstlichen Bibliothek in Bamberg, der heutigen Staatsbibliothek Bamberg, überlassen.

## Kaiser Heinrich und ‚seine‘ Handschriften
Für rund 40 Handschriften lässt sich eindeutig nachweisen, dass sie auf Veranlassung von Heinrich und Kundigunde selbst nach Bamberg gelangten; für viele andere ist dies schon aufgrund ihres Alters sehr wahrscheinlich. Vor der Bistumsgründung dürfte es in Bamberg keine bedeutenden Buchbestände gegeben haben, und aus zahlreichen Quellen ist belegt, dass Dom- und Klosterbibliotheken aus dem ganzen Reich auf „bittenden Befehl“ Heinrichs Bücher nach Bamberg abgaben. Auch die sehr breit gestreute Schriftheimat der Werke lässt sich am besten mit einer solchen „Sammelaktion“ Heinrichs erklären. Allerdings können viele Handschriften nur paläographisch datiert werden, was oft mit Unsicherheiten von einigen Jahren bis Jahrzehnten verbunden ist.
Wie viele (ganz oder teilweise) erhaltene Handschriften schon zu Lebzeiten Heinrichs oder kurz danach in Bamberg waren, ist daher nicht ganz sicher. Hartmut Hoffmann zählte 199 Handschriften des 10. und 11. Jahrhunderts auf, von denen sich zumindest Fragmente erhalten haben (181 in Bamberger und 18 in anderen Bibliotheken) und von denen die allermeisten von Heinrich nach Bamberg gegeben worden seien. Als ältere, überwiegend wohl ebenfalls von Heinrich nach Bamberg gebrachte Handschriften nennt er 55 Codices allein der Dombibliothek. Bernhard Schemmel ging von 175 Handschriften (darunter 29 Fragmenten) in Besitz der Staatsbibliothek sowie neun oder zehn andernorts aufbewahrten Handschriften aus, die alle bis zum ersten Viertel des 11. Jahrhunderts entstanden und wahrscheinlich noch zu Heinrichs Lebzeiten nach Bamberg gebracht worden seien.

## Digitalisierungsprojekt

### Definition der Sammlung und Durchführung der Digitalisierung
Nach einer Förderzusage der Oberfrankenstiftung 2005 wurde die Kaiser-Heinrich-Bibliothek zwischen 2008 und 2012 in einem eigenen Digitalisierungsprojekt erschlossen. Die online-Präsentation umfasst verschiedene Suchfunktionen innerhalb der Sammlung und stellt zu fast allen Digitalisaten Auszüge aus den Handschriftenkatalogen (von Fischer/Leitschuh, Bischoff und Suckale-Redlefsen) sowie der Forschungsliteratur (v. a. Hoffmann) bereit.
Im Rahmen des Digitalisierungsprojektes wurden 165 heute noch in der Staatsbibliothek befindliche Handschriften als Kaiser-Heinrich-Bibliothek definiert. Die Auswahl orientiert sich an den Datierungen der Handschriften durch Bernhard Bischoff, Hartmut Hoffmann und Gude Suckale-Redlefsen und ist weitgehend, aber nicht ganz, mit den von Schemmel gemeinten Handschriften identisch. Das entscheidende Kriterium war die sichere oder doch wahrscheinliche Entstehung der Handschrift zu Lebzeiten Heinrichs oder früher. Angesichts der unterschiedlichen und teilweise umstrittenen paläographischen Datierungen wurden die Kataloge in einer festen Reihenfolge herangezogen:

„Da es aber nicht Aufgabe des Projekts war, sich in diese Forschungskontroversen zu verstricken oder sie gar zu lösen, wurde ein strikt formales Vorgehen gewählt: Für die Datierung (und auch für die Lokalisierung) wurde zunächst der jüngste der Kataloge zum Bamberger Handschriftenbestand herangezogen (Suckale-Redlefsen 2004). Für die dort nicht angeführten Handschriften wurde der zweitjüngste Katalog (Bischoff 1998) konsultiert und die dortigen Datierungen (und Lokalisierungen) übernommen. Schließlich fand noch der Katalog der Monumenta Germaniae Historica (Hoffmann 1995) Berücksichtigung; es wurden all diejenigen dort verzeichneten Handschriften für das Projekt ausgewählt, die in den beiden anderen Katalogen nicht aufgeführt sind, nach der Datierung Hoffmanns jedoch durchaus zur Bibliothek Heinrichs II. gehört haben können. Diese Kriterien gewährleisten, dass angesichts der oft strittigen und unsicheren Datierungen die Handschriftenauswahl für das Projekt möglichst weitmaschig vorgenommen wurde.“

Für sehr viele Handschriften ist das Projekt also dem jüngsten Katalog gefolgt, nur für die dort nicht verzeichneten Handschriften wurden die Datierungen aus Bischoffs Katalog der festländischen Handschriften übernommen und nur für die auch dort nicht verzeichneten Handschriften Hoffmann Monographie Bamberger Handschriften.
Die Definition wurde bewusst großzügig ausgelegt; daher wurden nicht auch Handschriften, die in den Katalogen nicht genauer als in die erste Hälfte des 11. Jahrhunderts datiert wurden aufgenommen (z. B. Msc.Bibl.45). Es wurden sowohl Kodices als auch Fragmente digitalisiert (Signaturengruppe IX A). Sammelhandschriften wurden auch dann vollständig digitalisiert, wenn nur eine der enthaltenen Handschriften auf Heinrichs Lebzeiten oder früher datiert wurde (z. B. Msc.Patr.18, deren zweiter Teil aus dem 13. Jahrhundert stammt).

### Geschichte der Digitalisate und Verfügbarkeit
Alle 165 Digitalisate stehen auf verschiedenen Servern zur Verfügung. In Kooperation mit der Bayerischen Staatsbibliothek wurden die Digitalisate zunächst auf Server des Leibniz-Rechenzentrums in Garching bei München kopiert und zwischen 2010 und 2012 freigeschaltet. Die Digitalisate können seither unter anderem über die Homepage der Staatsbibliothek Bamberg, den Katalog der Universitätsbibliothek Bamberg und den Verbundkatalog des Bibliotheksverbunds Bayern gefunden werden.
Vor 2018 wurden die 165 Digitalisate auf den Seiten der Bayerischen Landesbibliothek Online zur Verfügung gestellt. Am 22. Juni 2019 wurde dieses Angebot auf die Plattform bavarikon umgezogen. Dabei wurden andere URN genannt, als bei der ersten Veröffentlichung.
Im Jahr 2022 wurden die gleichen 165 Digitalisate, wieder mit neuen URN und teilweise anderen Metadaten auf den Seiten des Münchener Digitalisierungszentrums verfügbar gemacht.

## Umfang
Entsprechen der Definition der Staatsbibliothek Bamberg gehören 165 Handschriften zur Kaiser-Heinrich-Bibliothek. Für eine Übersicht siehe die Tabellen hier: